# Me siento viva
Me siento viva es el título del cuarto Álbum de estudio de la cantante Rosa López. El álbum fue puesto a la venta el 30 de mayo de 2006 y con él consiguió el premio Disco del Año de RTVE.

## Álbum

### Contenido
Me siento viva es el cuarto trabajo de la cantante grabado, fue grabado en 'Ten Productions' (Sabadell, Barcelona) con la producción de Xasqui y Toni Ten. El disco ha sido mezclado por algunos de los mejores ingenieros de sonido del mundo. Una parte del disco ha sido mezclada por Dan Hetzel, el ingeniero de sonido de Ric Wake (productor de Céline Dion, Anastacia, Delta Goodrem, Billy Joel y Jennifer López etc). Esta parte se ha mezclado en los Cove City Sound de Nueva York, y es la parte más orgánica del disco: "Me siento viva", "Nada más en mi corazón", "Añorar", "Más allá", "Terminó tu tiempo", "La parte que no quiero compartir" y "Let the river run", el tema de Carly Simon popularizado en la película "Armas de mujer". La otra parte del repertorio ha sido mezclada en Hitvision Suecia por Martin Ankelius, Henrik Tervald-Andersson y Daniel Larsson, los ingenieros de sonido de Madonna y Britney Spears. Es la parte más electrónica y bailable: "Etymon es el rey", "A media luz","Yo te guiaré", el clásico de Diana Ross "Upside Down","Solo tú","Todo parece un sueño" y "Más". El álbum presenta un estilo moderno en su mayoría con canciones Dance-Pop y baladas.

## Lista de canciones
| N.º | Título                                                              | Escritor(es)                                                                  | Duración |  |
| 1.  | «Más»                                                               | Felipe Pedroso /Toni Ten                                                      | 3:52     |  |
| 2.  | «Etymon es el rey» (Etymon)                                         | Bobby Ljunggren / Henrik Wikstrom / Ingela Forsman                            | 2:58     |  |
| 3.  | «Me siento viva» (Make It Happen)                                   | Tracy Ackerman / Paul Wilson / Andy Watkins                                   | 3:36     |  |
| 4.  | «Nada más en mi corazón»                                            | Lars Diedricson / Marcos Ubeda / Javiera Muñoz                                | 3:26     |  |
| 5.  | «Yo te guiaré» (Beautiful Night)                                    | Fredrik Thomander / Anders Wikström                                           | 3:34     |  |
| 6.  | «Añorar» (Heaven Shines on You)                                     | Magnus McKenzie/Mats Ymell/Per Hed/Fredrik Andersson                          | 3:55     |  |
| 7.  | «Más allá» (Where We Are)                                           | Brian Hobbs / Andreas Alemán / Fatima Rainey                                  | 4:06     |  |
| 8.  | «Upside Down»                                                       | Bernard Edwards / Nile Gregory Rodgers / Cheryl James / Sandra Denton         | 3:50     |  |
| 9.  | «Terminó tu tiempo» (Unexpected)                                    | Tim Larsson / Johan Fransson / Tobias Lundgren / Niklas Edberger / Andy Simon | 3:09     |  |
| 10. | «Solo tú» (All There Is)                                            | Vincent Vero / Peter Malmrup                                                  | 3:31     |  |
| 11. | «Todo parece un sueño» (Don't Ever Think About It)                  | Fredrik Thomander / Anders Wikström / Robbie Nevil                            | 3:21     |  |
| 12. | «A media luz» (A Kiss Goodbye)                                      | Carola Haggqvist / Anna-Lena Högdahl / Martin Ankelius / Henrik Andersson     | 3:11     |  |
| 13. | «La parte que no quiero compartir» (Not Going To Stand In Your Way) | Andrew Fromm / Chris Rojas / Christi Dannemiller                              | 3:44     |  |
| 14. | «Let the River Run»                                                 | Carly Simon                                                                   | 3:20     |  |

### Posición en lista
| País   | Asociación | Lista           | Primera semana     | Posición | Semanales | Última semana            | Posición anual | Certificación | Ref.        |
| España | Promusicae | Top 100 Álbumes | 4 de junio de 2006 | 2        | 16        | 17 de septiembre de 2006 | 44             | Oro           | [ 4 ] [ 5 ] |

## Sencillos

### Más
| País   | Asociación         | Lista            | Primera semana | Posición | Semanas | Última semana | Ref.  |
| España | Canal Fiesta Radio | Top 50 Canciones |                | 1        |         |               | [ 6 ] |

Videoclip: «Más» en YouTube.

### Más Allá
Videoclip: «Más allá» en YouTube.

## Conciertos
| Día                      | Localidad                  | Escenario                          |
| ------------------------ | -------------------------- | ---------------------------------- |
| 14 de julio de 2006      | Santiago de Compostela     | Plaza del Obradoiro                |
| 19 de julio de 2006      | Alfafar                    | Barrior Orba                       |
| 27 de julio de 2006      | San javier                 | Auditorio Municipal                |
| 4 de agosto de 2006      | Ceuta                      | Recinto Ferial                     |
| 13 de agosto de 2006     | Benalmádena                | Caseta Municipal                   |
| 15 de agosto de 2006     | Villanueva del Río Segura  | Campo de fútbol Municipal          |
| 18 de agosto de 2006     | San Bartolomé              | Campo de fútbol Municipal          |
| 19 de agosto de 2006     | Huerta de Valdecarábanos   | Campo de fútbol                    |
| 25 de agosto de 2006     | Los Barrios                | Recinto Ferial                     |
| 26 de agosto de 2006     | Antequera                  | Caseta Municipal                   |
| 2 de septiembre de 2006  | Pravia                     | Plaza Moutas                       |
| 4 de septiembre de 2006  | Ronda                      | Recinto Ferial.                    |
| 7 de septiembre de 2006  | Mérida                     | Plaza de toros                     |
| 8 de septiembre de 2006  | Colmenar de Oreja          | Recinto de Conciertos              |
| 10 de septiembre de 2006 | Ayamonte                   | Recinto Ferial                     |
| 15 de septiembre de 2006 | Tacoronte                  | Plaza del Cristo                   |
| 16 de septiembre de 2006 | Yecla                      | Recinto Ferial                     |
| 20 de septiembre de 2006 | Talavera de la Reina       | Recinto Ferial                     |
| 22 de septiembre de 2006 | Madrid                     | Palacio de Congresos de Madrid     |
| 24 de septiembre de 2006 | Las Palmas                 | Recinto Ferial                     |
| 27 de septiembre de 2006 | Torremolinos               | Recinto Ferial                     |
| 29 de septiembre de 2006 | Granada                    | Palacio de Congresos de Granada    |
| 30 de septiembre de 2006 | Enguera                    | Campo de fútbol Municipal          |
| 9 de octubre de 2006     | Nerja                      | Caseta municipal                   |
| 11 de octubre de 2006    | Carcagente                 | Parque Navarro Daras               |
| 14 de octubre de 2006    | Gibraleón                  | Caseta municipal                   |
| 21 de octubre de 2006    | Barcelona                  | BTM                                |
| 27 de octubre de 2006    | Onda                       | Recinto ferial                     |
| 10 de noviembre de 2006  | Madrid                     | Casino Gran Madrid                 |
| 3 de febrero de 2007     | Pulianas                   | Carpa municipal                    |
| 3 de mayo de 2007        | Valdemoro                  | Plaza de la constitución           |
| 6 de mayo de 2007        | Santa Margarita de Montbuy | Carpa Municipal                    |
| 16 de mayo de 2007       | La Zubia                   | Carpa Municipal                    |
| 24 de mayo de 2007       | Yaiza                      | Plaza de la alameda                |
| 25 de mayo de 2007       | Fuerteventura              | Recinto ferial                     |
| 9 de junio de 2007       | Marbella                   | Carpa Municipal                    |
| 15 de junio de 2007      | Torrejón de Ardoz          | Plaza mayor                        |
| 17 de junio de 2007      | Orense                     | Campo de futbol do couto           |
| 25 de junio de 2007      | La Estrada                 | Plaza do concello                  |
| 30 de junio de 2007      | Alberique                  | Carpa municipal                    |
| 6 de julio de 2007       | Madrid                     | Casino Gran Madrid                 |
| 13 de julio de 2007      | Rincón de la Victoria      | Playa El Tajo                      |
| 20 de julio de 2007      | Mengíbar                   | Carpa Municipal                    |
| 25 de julio de 2007      | Atarfe                     | Coliseo Ciudad de Atarfe           |
| 27 de julio de 2007      | Albal                      | Plaza de la Constitución           |
| 28 de julio de 2007      | Águilas                    | Plaza Antonio Cortijo              |
| 12 de agosto de 2007     | Bétera                     | La Alameda                         |
| 14 de agosto de 2007     | Pinto                      | Auditorio del Parque Juan Carlos I |
| 19 de agosto de 2007     | Torrelavega                | Bva. Demetrio Herrero              |
| 22 de agosto de 2007     | Beniel                     | Colegio Público Río Segura         |
| 28 de agosto de 2007     | Loja                       | Carpa municipal                    |
| 31 de agosto de 2007     | Algeciras                  | Playa Rinconcillo                  |
| 2 de septiembre de 2007  | Arganda del Rey            | Plaza de Toros                     |
| 6 de septiembre de 2007  | Don Benito                 | Carpa Municipal                    |
| 8 de septiembre de 2007  | Villarrubia de los Ojos    | Campo de fútbol                    |
| 9 de septiembre de 2007  | Tarancón                   | Centro Escénico S. Isidro          |
| 11 de septiembre de 2007 | Navalcarnero               | Centro Escénico S. Isidro          |
| 15 de septiembre de 2007 | Majadahonda                | Parque Colón                       |
| 28 de septiembre de 2007 | Armilla                    | Carpa municipal                    |
| 5 de octubre de 2007     | Boadilla del Monte         | Carpa municipal                    |
| 6 de octubre de 2007     | Alquerías del Niño Perdido | Carpa municipal                    |

| Predecesor: Que salga el sol por donde quiera El Arrebato | El Disco del Año de Tve 2006 | Sucesor: Papito Miguel Bosé |